# Шаповал Микита Юхимович
Мики́та Юхи́мович Шапова́л (літературні псевдоніми: М. Сріблянський, М., М. С., М. Ш., М. Бутенко, Понурий; 26 травня (8 червня) 1882, Сріблянка, Бахмутський повіт, Катеринославська губернія, Російська імперія — 25 лютого 1932 Ржевниці поблизу Праги) — український політичний і громадський діяч, публіцист, соціолог, поет, за фахом лісник. Член Центральної Ради. Критик марксизму, прихильник революційного соціалізму та українського комунізму.
Брат Миколи Шаповала.

## Життєпис
Народився у селі Сріблянка Бахмутського повіту Катеринославської губернії (нині Бахмутський район Донецької области) в сім'ї відставного унтер-офіцера, сільського наймита Юхима Олексійовича та Наталії Яківни Шаповалів.
Початкову освіту здобув в народній та двокласній школах (1894—1898), фахову середню — в державній лісничій школі м-ка Новоглухівка Куп'янського повіту Харківської губернії (1900) та в юнкерській піхотній школі в Чугуєві (1906).
Член РУП (з 1901), видавець і співредактор журналу «Українська Хата» (1909 — 1914), один з організаторів і лідерів УПСР і член її ЦК. Здійснив замах на пам'ятник Олександру Пушкіну в місті Харкові, він вважав, що «доки на Україні нема пам'ятника Шевченкові — не сміє стояти ніякий інший пам'ятник».
Слухач і дійсний студент Харківського університету та Київського комерційного інституту (1917).
Голова Всеукраїнської Лісової Спілки, член Центральної і Малої Рад (1917 — 18), міністр пошт і телеграфу в уряді Володимира Винниченка (після 3 Універсалу), співавтор 4 Універсалу, комісар Київського повіту, генеральний секретар, згодом голова Українського національного союзу (14. 11. 1918 — січень 1919), співорганізатор протигетьманського повстання (1918), міністр земельних справ в уряді Володимира Чехівського за Директорії (грудень 1918 — лютий 1919); з лютого 1919 в Галичині, де уряд ЗУНР за його соціалістичну демагогію та підбурювання до державного перевороту не дав йому дозволу на перебування.

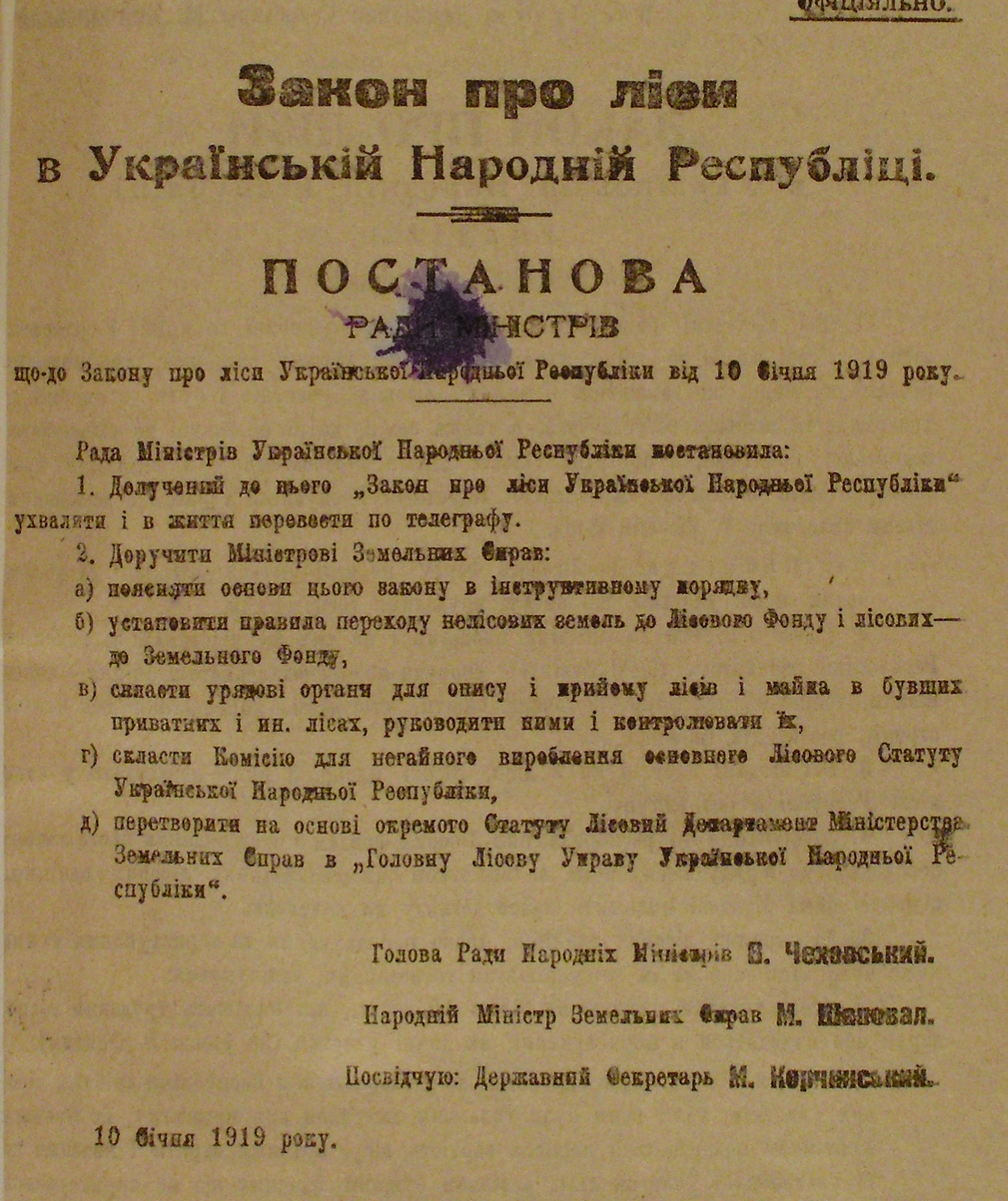
Закон Директорії УНР за підписом міністра М. Шаповала

Згодом у еміграції, секретар дипломатичної місії УНР у Будапешті (1919 — 20), потім у Празі, де, користуючися з підтримки Томаша Масарика, розвинув жваву громадсько-політичну і культурну діяльність: гол. Українського Громадського Комітету (1921 — 1925), співтворець українських вищих шкіл у Празі, Української Господарської Академії в Подєбрадах, Українського Високого Педагогічного Інституту ім. М. Драгоманова, організатор Всеукраїнського Робітничого Союзу в Чехословаччині, голова Українського Соціологічного Інституту в Празі; видавець і редактор місячника «Нова Україна» (1922 — 28). З середини серпня 1922 очолив філіал Ліги Націй у Каліші. Після 4 з'їзду УПСР (12. 5. 1918) належав до фракції «центральної течії», в еміграції очолював УПСР і засуджував діяльність її «закордонної делегації» у Відні; в опозиції і гостро поборював Уряд Української Народної Республіки в екзилі.
Помер у Ржевницях біля Праги і там похований.

Надзвичайна дипломатична місія УНР в Угорщині. Серпень 1919 року. Сидять (від ліва): Іван Флюнт — аташе, Микита Шаповал — секретар, Микола Галаган — голова, Микола Шраг — радник; стоять: Павло Ходаркевич — референт преси, Іван Стасів — урядовець, Михайло Курчак — служник.

## Творчий доробок
Шаповал — автор близько 60 публіцистичних праць: «Революційний соціалізм на Україні» (1921), «Село і місто» (1926), «Масарик як соціолог» (також німецькою і чеською мовами), «Стара і нова Україна» (1925), «Велика революція й українська визвольна програма» (1928), «Ляхоманія» (1931), «Міжнаціональне становище українського народу» (1934), «Схема життєпису» (1956), «Щоденник» (частина 1, частина 2 , 1958), «Гетьманщина і Директорія» (1958) . Як письменник (під псевдонімом М. Сріблянський і М. Бутенко) опублікував збірку поезій: «Сни віри» (1908), «Самотність» (1910), нариси «Жертви громадської байдужости» (1910), «Шевченко і самостійність України» (1917), «Листки з лісу» (1918).
Микита Шаповал — класик української соціології. Він є автором таких соціологічних і соціально-історіографічних праць: «Село і місто», «Міжнаціональне становище українського народу», «Ляхоманія. Наша доба. Соціально-політичний нарис.», «Гетьманщина і Директорія», «Жертви громадської байдужости», «Шевченко і самостійність України», «Загальна соціологія», «Українська соціологія», «Соціологія українського відродження». Зберігаючи спадкоємність традиційної соціологічної тематики, М.Шаповал, як теоретик, головну увагу у цих та інших роботах приділяв феноменові суспільства взагалі, а також питанням руху української нації.

### Поетичні твори
- Шаповал М. Вірші // Українська Муза: Поетична антологія / За ред. О. Коваленка. — К., 1908. — Вип. 12. — С. 1186—1196.
- Шаповал М. Вірші // Уроки правди і добра / Упоряд. та автор біогр. нарисів В. В. Оліфіренко. — Донецьк: Донбас, 2001. — С. 29-39.
- Шаповал М. Поезії // Українська хата: Поезії. — К.: Молодь, 1990. — С. 240—248.

### Соціологія. Політичні праці.
- Шаповал Микита. Загальна соціологія.  — Прага: «Вільна Спілка», 1934 — 238 с. Нове видання: Шаповал М. Загальна соціологія. — К.: Український центр духовної культури, 1996. — 368 с.
- Ляхоманія. Наша доба. Соціально-політичний нарис.  — Прага: Вільна Спілка, 1931. — 287 с.
- Стара і нова Україна: Листи в Америку. — Нью-Йорк : Українська Громада, 1925. — 32 с.
- Суспільна будова. — Прага—Ужгород: Український Соціологічний Інститут в Празі, 1936 — 39 с.
- Шлях визволення. Суспільно-політичні нариси. — Прага — Берлін: Нова Україна, 1923. — 70 с.
- Схема життєпису (автобіографічний шкіц) / Упоряд. С. Зеркаль. — Нью-Йорк, 1956.

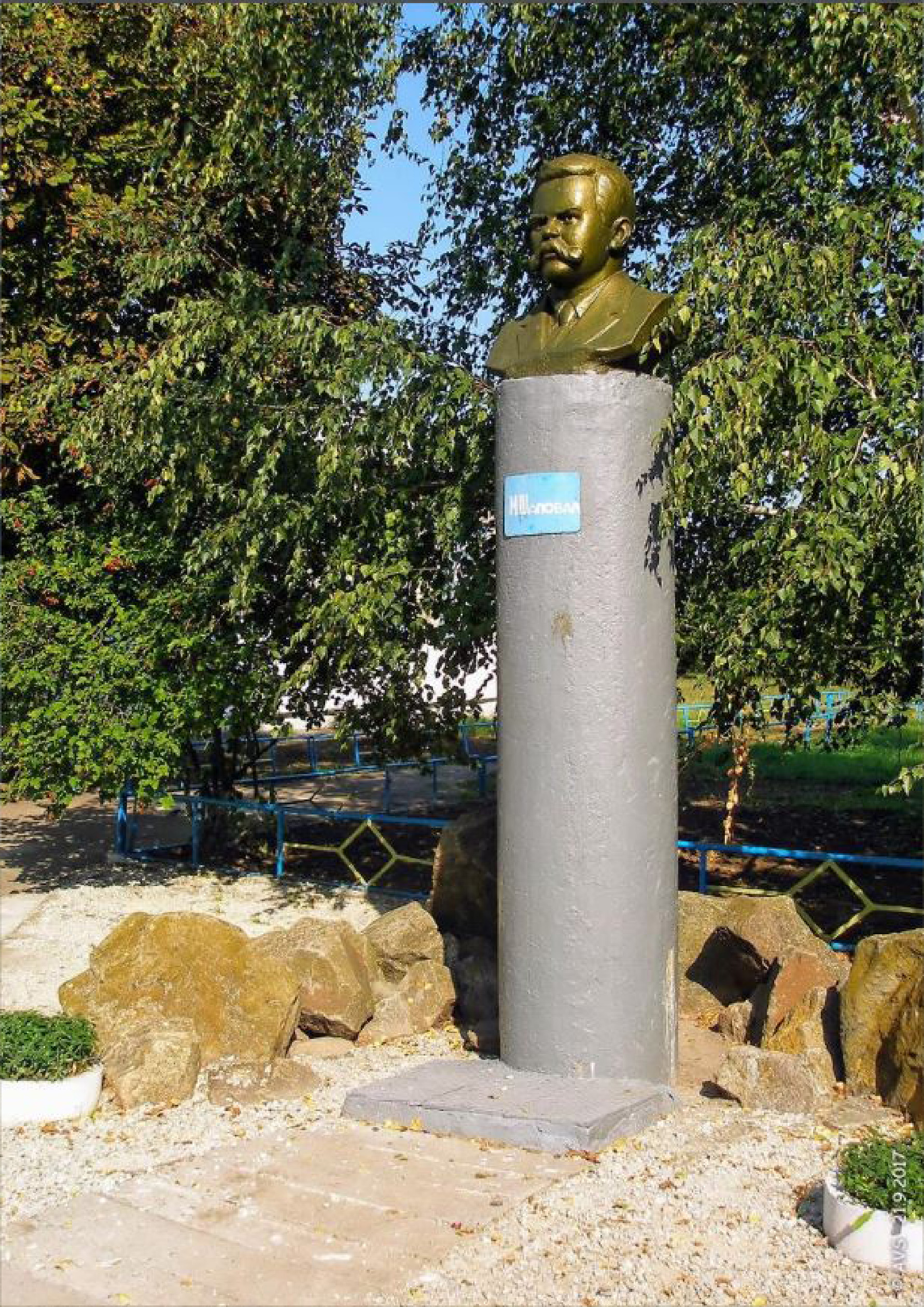
Погруддя Микиті Шаповалу у селі Серебрянка Донецької області

## Вшанування пам'яті
- У його рідній Серебрянці встановлено погруддя.
- У місті Краматорськ існує вулиця Микити Шаповала
- У 2023 році заснована відзнака Донецького відділення НТШ: Пам'ятна медаль «Микита Шаповал».

|                                                                    |
| Пам᾽ятна медаль Донецького від. НТШ «Микита Шаповал» 2023 р. Аверс |

|                        |
| ПАМ᾽ЯТНА МЕДАЛЬ Реверс |